# إليزابيث فريدريك روتين
إليزابيث فريدريك روتين  (15 فبراير 1882، برلين - 2 مايو 1964، لندن، دفنت في سانين) كانت منتسبة إلى جمعية الأصدقاء الدينية، كما كانت ناشطة في مجال السلام وداعية من دعاة التعليم التقدمي.

## حياتها
لقد كانت ابنة للزوجين السويسريين موريتز ولويس روتين، والتحقت بالمدرسة الثانوية للفتيات"höhere Mädchenschule Luisenschule" خلال الفترة بين عامي 1888 و1898، ثم درست بعد ذلك في Victorialyzeum في برلين من عام 1904. وفي سبتمبر من عام 1906، تخرجت من Kaiserin Augusta-Gymnasium Charlottenburg. وقد تخرجت في دراسة الفلسفة واللغة الألمانية والأدب في هايدلبرغ وبرلين وماربورج ومونبلييه. وفي ماربورج، التقت هرمان ليتز وجوستاف وينكين، مما كان له تأثير حيوي على تطوير طريقة تفكيرها. وفي عام 1913، قامت بنشر رسالة الدكتوراه الخاصة بها تحت عنوان "Goethes Urphänomen und die platonische Idee" («أصالة» غوته ومثالية أفلاطون) في ماربورج.
وفي عام 1913، بدأت في تدريس الأدب الألماني في جامعة كامبريدج. وفي عام 1914، عادت إلى برلين، وعملت في مركز "Auskunfts- und Hilfsstelle für Deutsche im Ausland und Ausländer in Deutschland" مع الأستاذ فريدريش سيجموند شولتس. وفي نفس العام، شاركت في تأسيس "Bund Neues Vaterland"، الذي تحول بعد ذلك إلى "العصبة الألمانية لحقوق الإنسان". وفي عام 1915، سافرت كمندوب إلى أول كونغرس دولي للنساء في لاهاي، وعملت على تأسيس "Internationalen Frauenliga für Frieden und Freiheit" (العصبة الدولية للنساء للسلام والحرية").
وفي عام 1922، وبالمشاركة مع بيتاريس إينسور وأدولف فيريري، قامت بتأسيس الزمالة التعليمية الجديدة، حيث أصبحت نائب الرئيس لها للدول الناطقة باللغة الألمانية، كما أصبحت محررة لجريدتها الصادرة باللغة الألمانية التي انتهى الحال باسمها ليكون Das Werdende Zeitalter.
ومن عام 1922، اقترنت بمدرسة المزرعة Schulfarm Insel Scharfenberg التي بدأت على يد فيلهيلم بلوم في برلين، وكان زائرة تتردد بكثرة على Odenwaldschule التي تم تأسيسها في عام 1910 على يد بول جيهيب المتخصص في إصلاح التعليم.
كما أنها كانت كذلك صديقة للفوضوي جوستاف لانداور، الذي كان وزيرًا للثقافة في Munich Soviet («أو جمهورية المجلس»)، التي لم تدم طويلاً في عام 1919، قبل أن يتم قتله بعد التعرض للقمع بعنف.
ومن عام 1926 وحتى عام 1932، شاركت روتين في تحرير جريدة Das Werdende Zeitalter مع كارل فيلكر، الذي كان نصيرًا لعلم التربية الاجتماعية، والذي قام بتطوير Lindenhof في برلين. وقد تم استلهام اسم هذه الجريدة من الاسم الذي أطلق على مجموعة من المقالات التي كتبها لانداور، والتي قام صديقه، الفيلسوف مارتن بوبر، بنشرها في عام 1921.
وفي عام 1930، شاركت روتين في تأسيس مدرسة في هيليرو على مقربة شديدة من دريسدين، حيث تم تأسيس مدينة حدائق بعد عام 1900 بفترة قصيرة كجزء من حركة إصلاحية تدافع عن الإسكان المعاصر.

## قائمة المصادر
- Dietmar Haubfleisch: Schulfarm Insel Scharfenberg. Mikroanalyse der reformpädagogischen Unterrichts- und Erziehungsrealität einer demokratischen Versuchsschule im Berlin der Weimarer Republik (=Studien zur Bildungsreform, 40). Frankfurt u.a. 2001. ISBN 3-631-34724-3 
 Inhaltsverzeichnis und Vorwort des Herausgebers der Reihe "Studien zur Bildungsreform"
- Dietmar Haubfleisch: Elisabeth Rotten (1882 - 1964) - eine (fast) vergessene Reformpädagogin. In: Inge Hansen-Schaberg (Hrsg.): „etwas erzählen“. Die lebensgeschichtliche Dimension in der Pädagogik. Bruno Schonig zum 60. Geburtstag. Baltmannsweiler 1997, S. 114-131. - Überarb. Ausg. unter Weglassung der Abb.: Marburg 1997: 
 http://archiv.ub.uni-marburg.de/sonst/1996/0010.html
- Dietmar Haubfleisch: Elisabeth Rotten (1882 - 1964) - ein Quellen- und Literaturverzeichnis. Marburg 1997. 
 http://archiv.ub.uni-marburg.de/sonst/1997/0010.html
- Das Werdende Zeitalter (Internationale Erziehungs-Rundschau). Register sämtlicher Aufsätze und Rezensionen einer reformpädagogischen Zeitschrift in der Weimarer Republik. Zusammengestellt und eingeleitet von Dietmar Haubfleisch und Jörg-W. Link (=Archivhilfe, 8), Oer-Erkenschwick 1994; Auszug der Einleitung (S. 5-16) wieder in: Mitteilungen & Materialien. Arbeitsgruppe Pädagogisches Museum e.V., Berlin, Heft Nr. 42/1994, S. 97-99; Einleitung in leicht korr. Fassung u.d.T.: 'Dietmar Haubfleisch und Jörg-W. Link: Einleitung zum Register der reformpädagogischen Zeitschrift 'Das Werdende Zeitalter' ('Internationale Erziehungs-Rundschau')' wieder: Marburg 1996: 
 http://archiv.ub.uni-marburg.de/sonst/1996/0012.html

## وصلات خارجية
- إليزابيث فريدريك روتين على موقع مونزينجر (الألمانية)

- Lebenslauf, ausgewählte Quellen und Literatur zu Elisabeth Rotten bei paed.com
- Elisabeth Rotten im Frauenwiki
- http://archiv.ub.uni-marburg.de/sonst/1996/0010.html